# 波叶梵天花
波叶梵天花（学名：Urena repanda）为锦葵科梵天花属下的一个种。